# Qiu Zhu
Qiu Zhu (仇珠T, Qiú ZhūP, Ch'iu2 Chu2W; Taicang, ... – ...; fl. XVI secolo) è stata una pittrice cinese.
Assieme a Ma Shouzhen e a Wen Shu fu una delle più importanti pittrici della dinastia Ming. Rappresentò quella classe di pittori artigiani che dovettero fare affidamento sul proprio talento per sopravvivere.

## Biografia

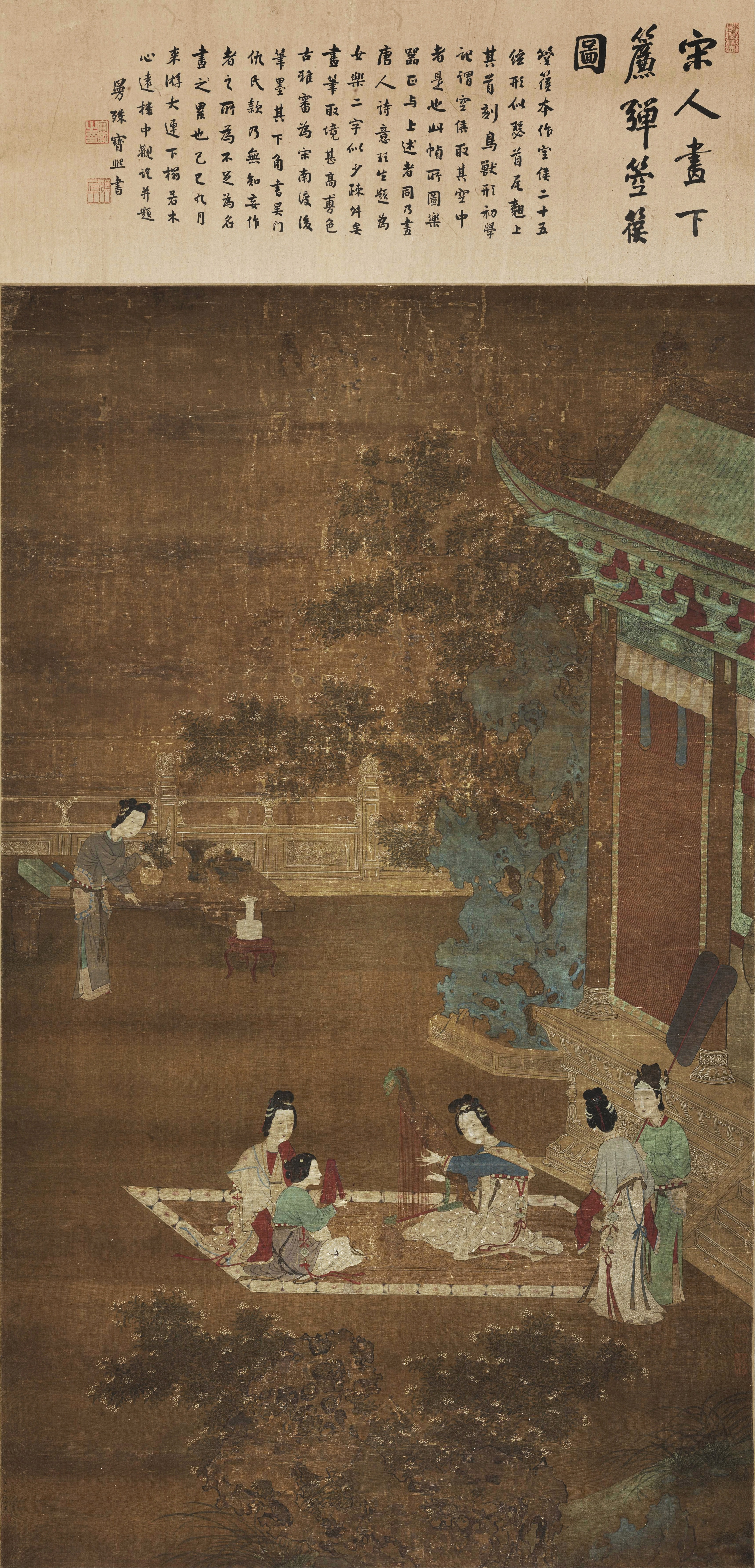
Qiu Zhu, Dipinto di musiciste, XVI secolo, Museo del Palazzo di Pechino

Le notizie sulla sua vita sono scarse. Suo padre era Qiu Ying, un pittore vissuto tra il 1494 e il 1552 che frequentò l'ambiente intellettuale di Suzhou. Le cronache menzionano che Dunling Menshi fosse una figlia di Qiu Ying, quindi si presume che questo fosse il suo nome d'arte. Si ritiene che avesse una sorella dal nome ignoto che aveva sposato l'artista locale Yu Qiu, probabilmente un allievo di Qiu Ying.
La pittura di Qiu Zhu è pressoché figurativa, fatta eccezione per un dipinto di paesaggi e per uno di due fiori. Qiu Zhu portò avanti la tradizione artistica di suo padre: a entrambi venivano commissionati dipinti per regali di compleanno ed entrambi si distinsero nella produzione di ritratti femminili, soprattutto quelli raffiguranti donne di corte o della classe alta dedite in varie attività nei giardini o nelle terrazze, un tema artistico molto in voga nel periodo della dinastia Ming. Inoltre entrambi produssero dipinti per accompagnare calligrafie. Un esempio è il dipinto Ninfa del fiume Luo di Qiu Zhu, realizzato per accompagnare l'omonimo componimento di Wang Chong (1494-1533). È possibile che uno dei mecenati di Qiu Zhu fosse il noto scrittore Wang Shizhen (1526-1590).